# Uchentein
Uchentein è un ex comune francese di 29 abitanti situato nel dipartimento dell'Ariège nella regione dell'Occitania. Il 1º gennaio 2017 è stato accorpato con il comune di Les Bordes-sur-Lez per formare il nuovo comune di Bordes-Uchentein.

## Società

### Evoluzione demografica
Abitanti censiti